# Niedersaida
Niedersaida (zeitweise auch Niederseyda, Niederseida) ist ein Ortsteil und eine Gemarkung der sächsischen Gemeinde Großhartmannsdorf im Landkreis Mittelsachsen.

## Geografie
Das Waldhufendorf liegt etwa 14 Kilometer südlich von Freiberg im Erzgebirge. Die Ortslage erstreckt sich in südwest-nordöstlicher Richtung entlang des Saidenbaches. Etwa 2 km westlich liegt die Talsperre Saidenbach. Wenige hundert Meter südlich verläuft parallel zum Ort die Bundesstraße 101 (Annaberg-Buchholz–Freiberg). Östlich der Siedlung befindet sich der Berg Ochsenkopf.

## Geschichte

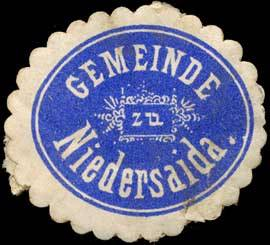
Siegelmarke der Gemeinde Niedersaida

Die erste urkundliche Erwähnung des Ortes datiert aus dem Jahre 1434 als Nydder Seide. In diesem Jahr hatte der Freiberger Bürger Kaspar Berbisdorf (auch „Sayda“ genannt) Lauterstein mit mehreren Ortschaften, darunter auch Niedersaida, für 4000 Gulden erworben. Seine Söhne Kaspar von Berbisdorf und Bastian von Berbisdorf wurden nach Anfechtungen durch  Georg von Leisnig 1469 erneut belehnt. Bei der Leipziger Teilung kam das Gebiet an Albrecht III. 1497 wurde der Berbisdorfer Besitz geteilt. 1606 gehörte der Ort zum Rittergut Lippersdorf und im 18. Jahrhundert auch ein kleiner Teil zum Rittergut Oberforchheim. Eingepfarrt war Niedersaida nach Mittelsaida.
Später war Niedersaida eigenständige Gemeinde und wurde 1994 nach Großhartmannsdorf eingemeindet.

### Einwohnerentwicklung

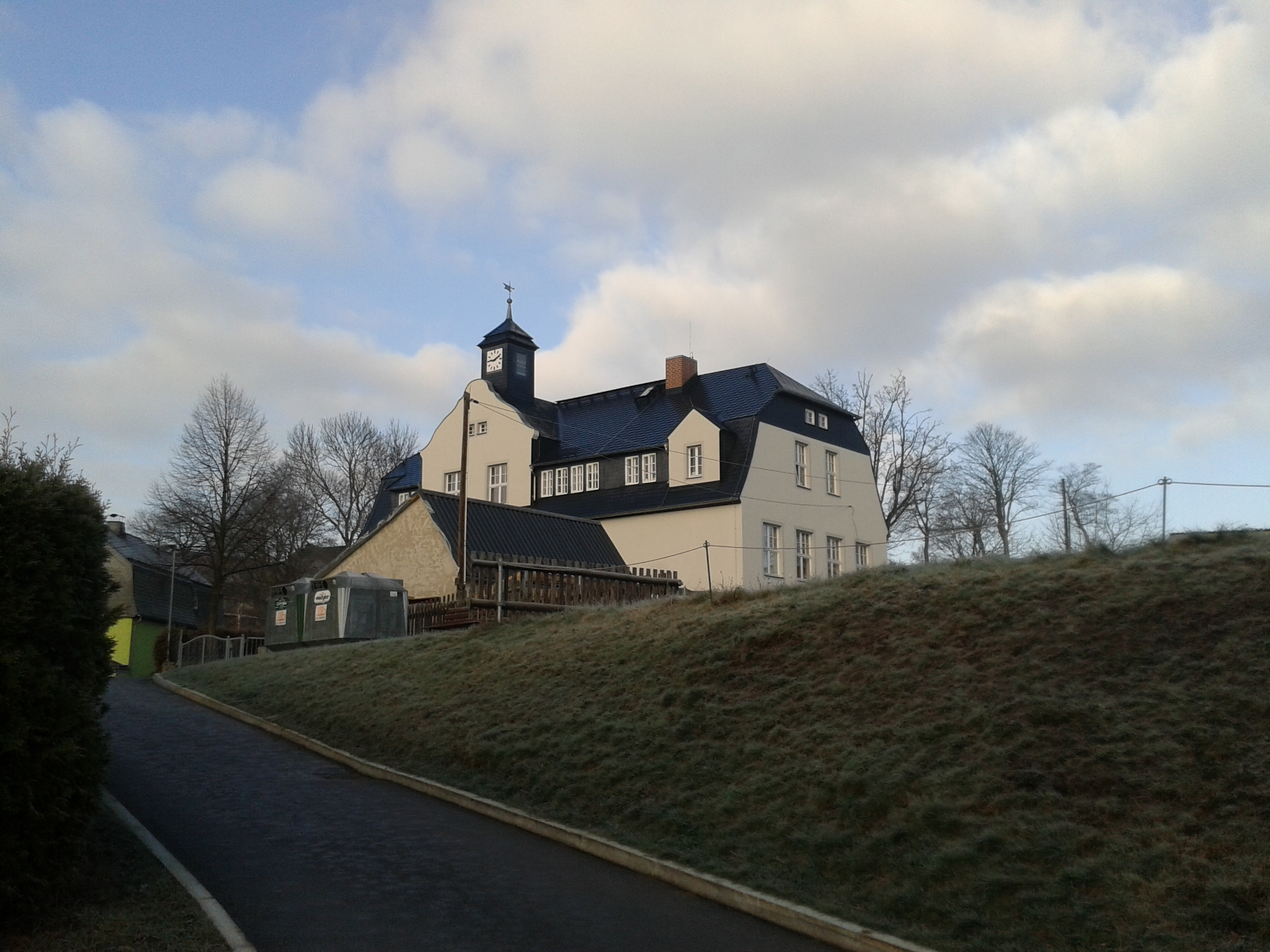
Die Alte Schule (2013)

1552 hatte der Ort 14 besessene Mann und 30 Inwohner. 1748 wurden 14 besessene Mann, 11 Häusler und 12 1/4 Hufen verzeichnet.
| Jahr | Einwohnerzahl |
| ---- | ------------- |
| 1834 | 364           |
| 1849 | 464           |
| 1871 | 468           |
| 1890 | 438           |
| 1910 | 418           |

| Jahr | Einwohnerzahl |
| ---- | ------------- |
| 1925 | 423           |
| 1933 | 455           |
| 1939 | 440           |
| 1946 | 545           |
| 1950 | 540           |

| Jahr | Einwohnerzahl |
| ---- | ------------- |
| 1964 | 429           |
| 1990 | 327           |
| 2005 | 287           |
| 2011 | 257           |
| 2020 | 248           |

## Sehenswürdigkeiten
- „Alte Schule“

## Wirtschaft
Am Saidenbach und seinen Zuflüssen gab es mehrere Mühlen. Um 1930 produzierte beispielsweise die Hungersche Ölmühle täglich 300 bis 400 kg Leinöl.
Wichtiger Arbeitgeber war die Holzspielzeug-Industrie. 1894 wurde hier die Firma Neubert & Richter gegründet, die nach dem Zweiten Weltkrieg enteignet wurde. Die hieraus gebildete VEB Erzgebirgische Möbel- und Spielwarenfabriken (Abkürzung: EMS) gingen 1966 im VEB Vereinigte Erzgebirgische Spielwarenwerke Olbernhau auf und diese 1972 im VEB Kombinat Holzspielwaren VERO Olbernhau. Über 100 Mitarbeiter produzierten insbesondere Holzfahrzeuge und Puppenstuben. Die Firma ging 1992 in Liquidation.